# Libby Trickett
Libby Trickett (născută Lenton; n. 28 ianuarie 1985, Townsville, Queensland, Australia) este o înotătoare ce a reprezentat Australia, medaliată olimpică. A participat la 3 ediții ale Jocurilor Olimpice (2004, 2008, 2012) în care a câștigat 3 medalii de aur.